# (14517) Monitoma
(14517) Monitoma est un astéroïde de la ceinture principale.

## Description
(14517) Monitoma est un astéroïde de la ceinture principale. Il fut découvert le 13 juin 1996 à l'Observatoire d'Ondřejov par Petr Pravec. Il présente une orbite caractérisée par un demi-grand axe de 2,77 UA, une excentricité de 0,13 et une inclinaison de 14,4° par rapport à l'écliptique.

## Compléments